# Ronde-bosse

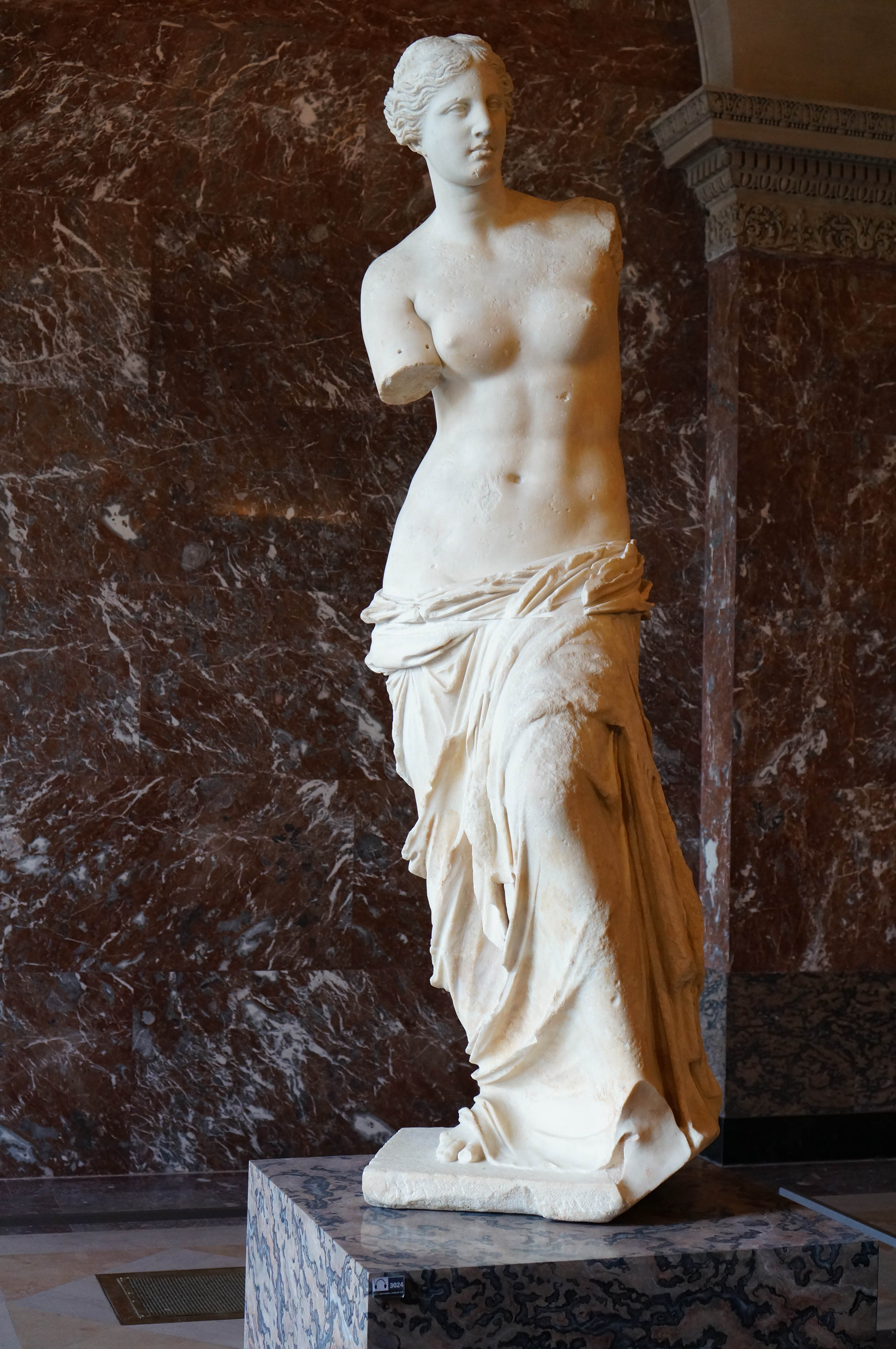
La Vénus de Milo, qui repose sur un socle au sol, est une statue en ronde-bosse (musée du Louvre).

La ronde-bosse  est une technique de sculpture en trois dimensions de l'Antiquité qui, contrairement aux hauts-reliefs et aux bas-reliefs, n'est pas physiquement attachée à un fond mais repose sur un socle. Elle peut être observée sous n'importe quel angle, même si la partie postérieure n'est pas toujours achevée, comme pour Hermès portant Dionysos enfant ou certaines statues médiévales au dos évidé. La sculpture en ronde-bosse est le plus souvent utilisée pour des représentations figuratives.
Cependant, les chapiteaux comportant plusieurs sujets ne semblent pas pouvoir être assimilés au qualificatif de ronde-bosse.
L'expression est apparue en 1671 mais était déjà employée précédemment sous la forme « bosse ronde », depuis 1558.